# Melatoninagonister
Melatoninagonister är en helt ny grupp antidepressiva läkemedel. De verkar specifikt på melatoninsystemet och kan därmed i sig självt förutom att lindra depressioner även avhjälpa sömnstörningar vid depression. 
Enligt en studie av företaget Servier är denna typ av läkemedel lika effektiv som SSRI-preparatet paroxetin men saknar större delen av biverkningarna.
För närvarande finns det bara ett godkänt läkemedel av denna typ; agomelatin (handelsnamn Valdoxan).